# Frans Melckenbeeck
Frans Melckenbeeck (* Lede, 15 de noviembre de 1940). Fue un ciclista belga, profesional entre 1962 y 1972, cuyos mayores éxitos deportivos los logró en la Vuelta a España donde obtuvo 4 victorias de etapa, en le Tour de Francia donde lograría 1 victoria de etapa, y en la Lieja-Bastogne-Lieja donde se impondría en 1963.

## Palmarés
| 1962 - Circuito Escaut-Dendre-Lys - 1 etapa en los Cuatro días de Dunkerque - 1 etapa en el Tour de Luxemburgo 1963 - 3 etapas en el Tour du Sud-Est - Lieja-Bastogne-Lieja - 1 etapa en los Cuatro días de Dunkerque - 1 etapa en el Tour de Francia - 1 etapa en el Tour du Nord - Gran Premio del 1 de Mayo 1964 - Gran Premio de Isbergues - 3 etapas de la Vuelta a España - Omloop Het Volk - 1 etapa de la París-Niza - G. P. de Fourmies - 3.º en el Campeonato de Bélgica en Ruta | 1965 - Gran Premio de Mónaco - 1 etapa en la Vuelta a España 1966 - Omloop van de Vlasstreek 1967 - 2 etapas en la Vuelta a Bélgica 1968 - Gran Premio de la Villa de Zottegem 1970 - Roubaix - Cassel - Roubaix |